# Château de Vadstena
 (février 2021).
Si vous disposez d'ouvrages ou d'articles de référence ou si vous connaissez des sites web de qualité traitant du thème abordé ici, merci de compléter l'article en donnant les références utiles à sa vérifiabilité et en les liant à la section « Notes et références ».
Le château de Vadstena (Vadstena slott en suédois) est un ancien château royal à Vadstena dans la province d'Östergötland en Suède.

## Histoire
Le château de Vadstena a été construit par le roi Gustav Vasa en 1545 en tant que forteresse pour protéger Stockholm d'agressions pouvant venir du sud. La forteresse est constituée de trois bâtiments en pierre plus petits regardant le lac Vättern, trois remparts hauts de trente-et-un mètres, une cour, des douves et quatre tourelle circulaires à canons. Les remparts d'origine furent mis à bas au XIXe siècle, les remparts actuels furent inaugurés en 1999. Les bâtiments en pierre constituèrent par la suite le rez-de-chaussée du château.
Le 22 août 1552, le roi Gustav Vasa épousa sa troisième femme, Catherine Stenbock, à Vadstena. Une des salles de banquet du château s'appelle la salle de mariage (Bröllopssalen), bien que sa construction ne fut pas terminée à temps pour le mariage.
Sa transformation de forteresse en château d'agrément débuta vers 1550, quand le prince Magnus Vasa devint duc d'Östergötland. Le duc Magnus était frappé de maladie mentale et était le seul fils de Gustav Vasa qui ne devint pas roi de Suède. Magnus mourut en 1595. Il est enterré dans l'abbaye non loin.
En 1620, la construction du château était terminée. Tous les rois de la maison de Vasa jusqu'à cette date ont contribué à son érection. Depuis 1620, le château est bien préservé et est un des meilleurs exemples suédois de l'architecture Renaissance.
Le château de Vadstena fut un palais royal jusqu'en 1716, quand la famille royale s'en désintéressa ; après quoi, il servit de silo à grain.

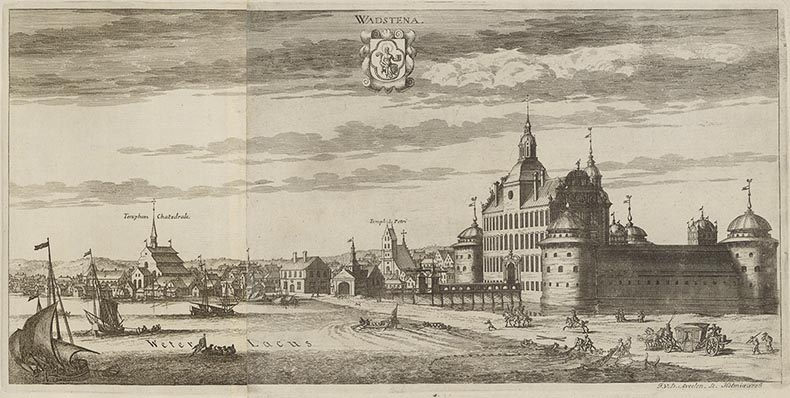
Le château vers 1700, d'après Suecia antiqua et hodierna.

## De nos jours
Depuis 1899, le château est le siège des archives provinciales et les visiteurs d'aujourd'hui peuvent aussi visiter le musée du château avec son mobilier, ses peintures et portraits du XVIe et XVIIe siècles. Durant l'été, la cour du château accueille de nombreux concerts, aussi bien en musique classique ou qu'en pop.

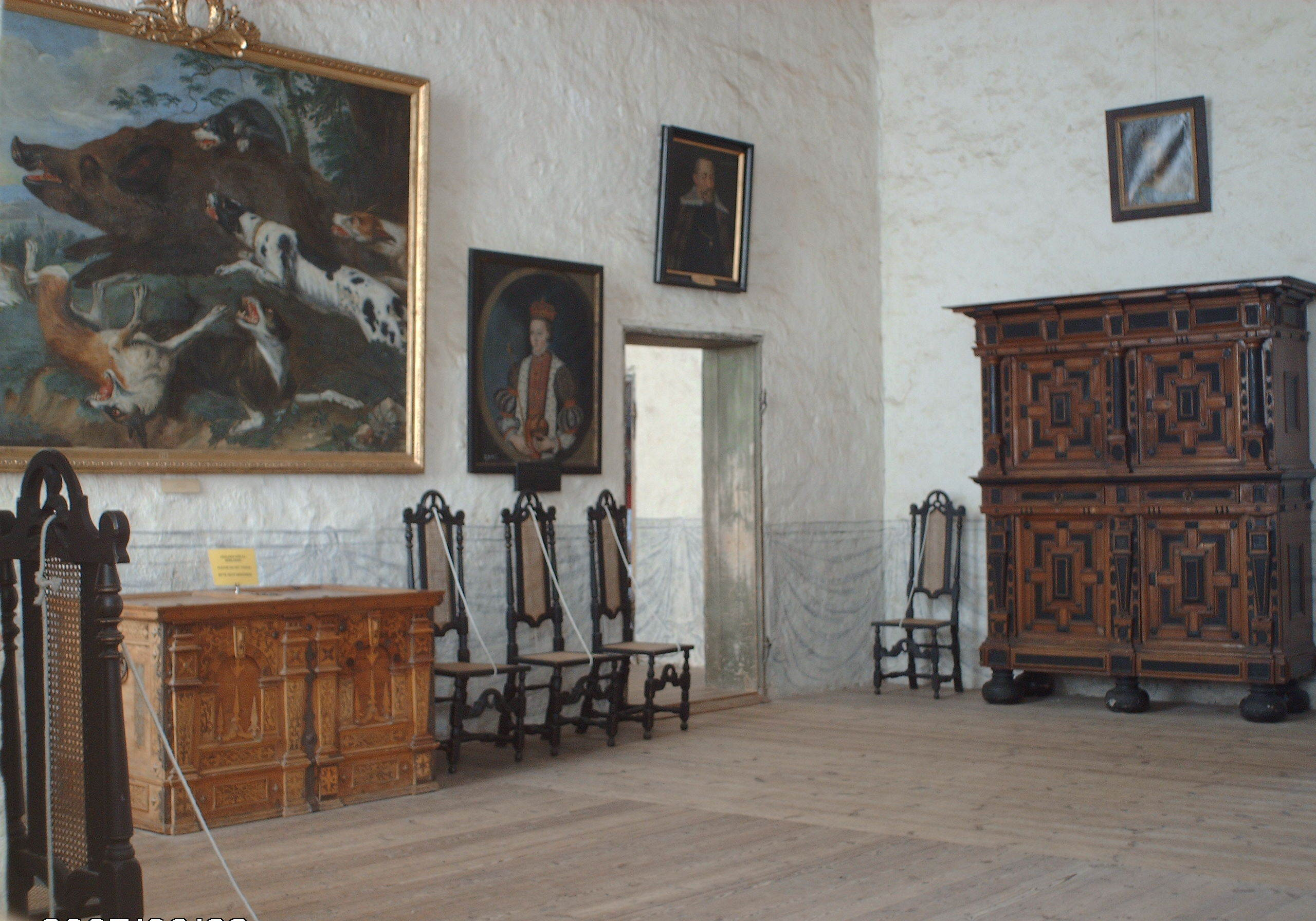
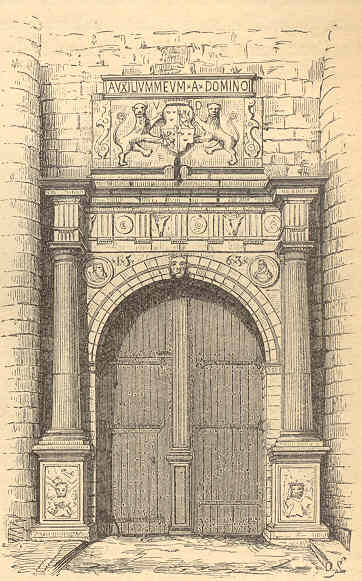
Les portes du château en 1563.
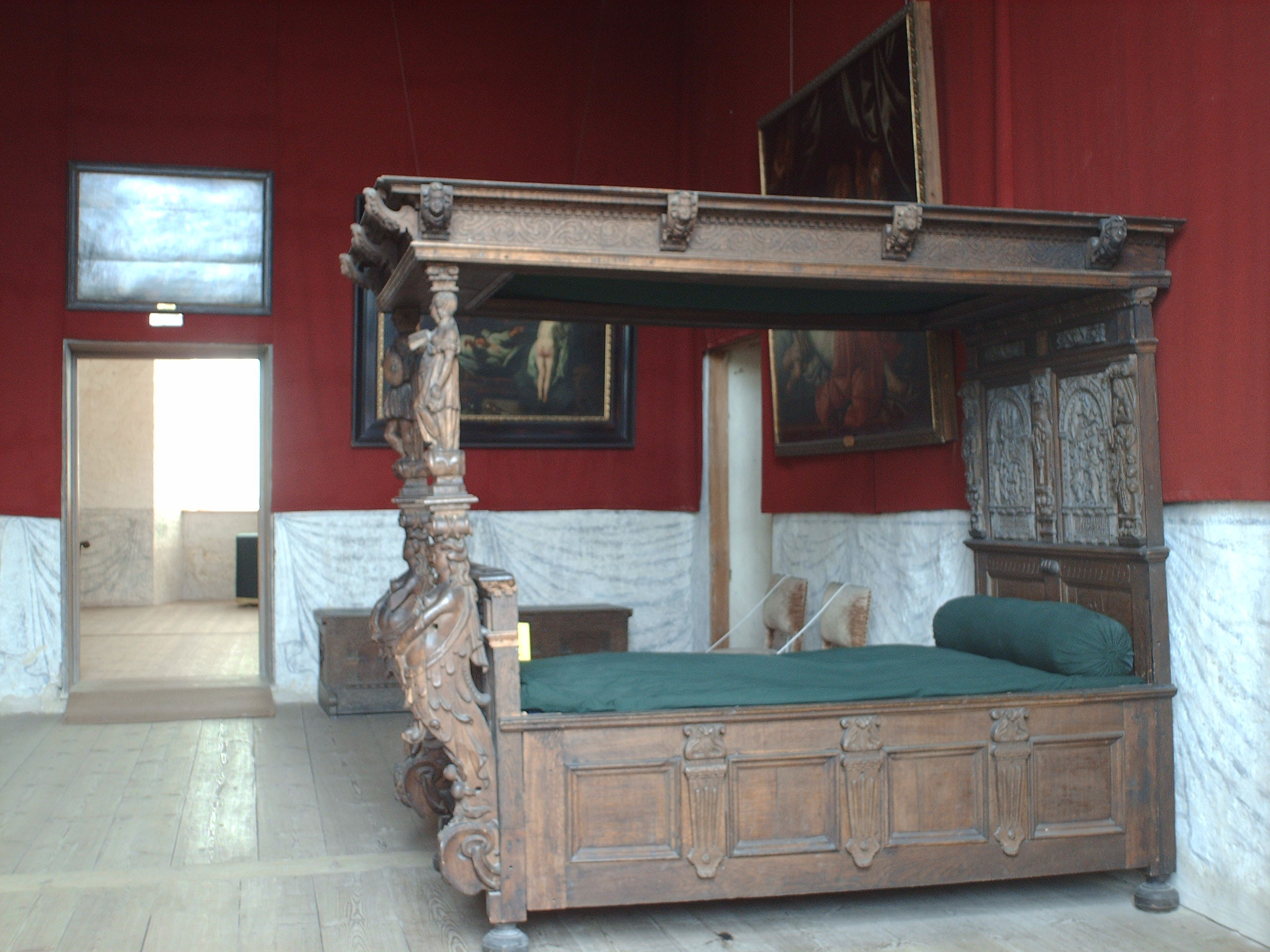
Chambre.
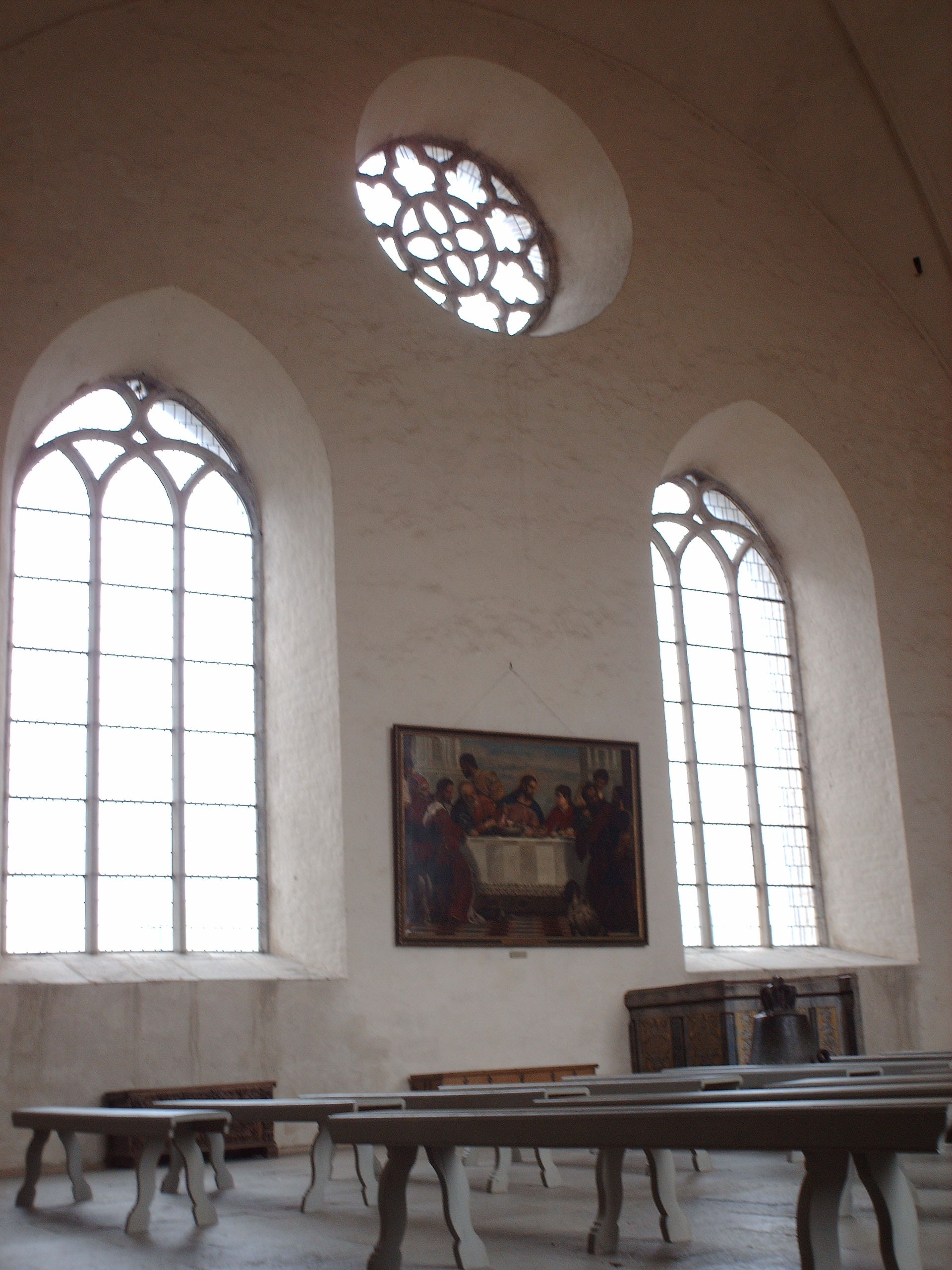
La chapelle.
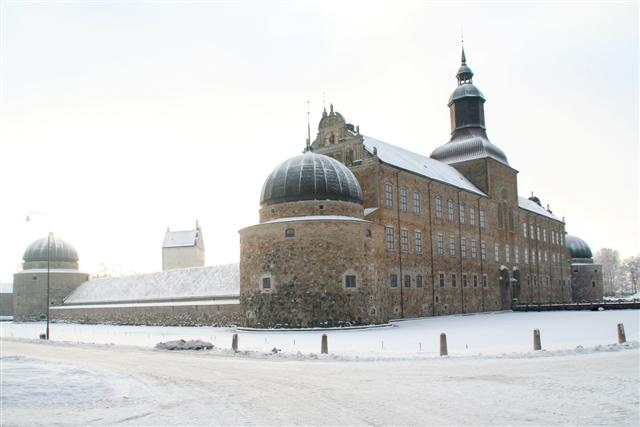
Le château en hiver.
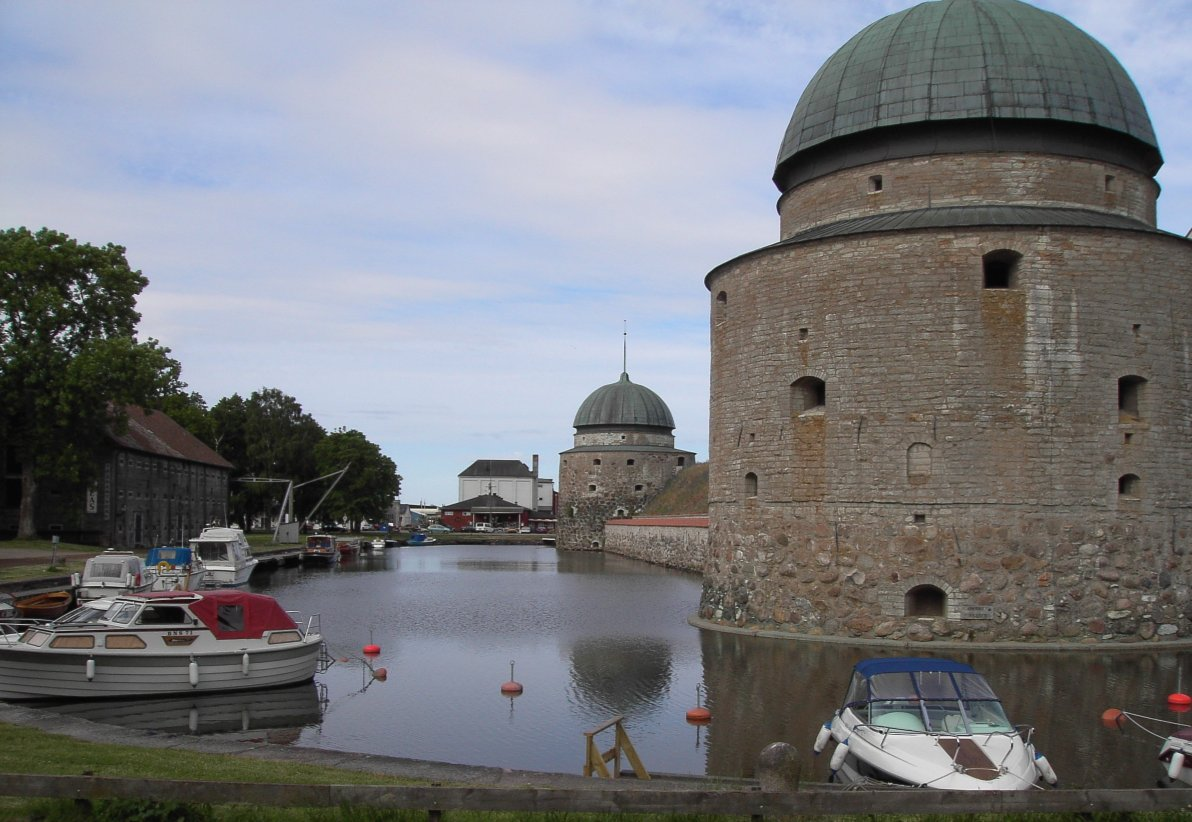
Les tours circulaires.
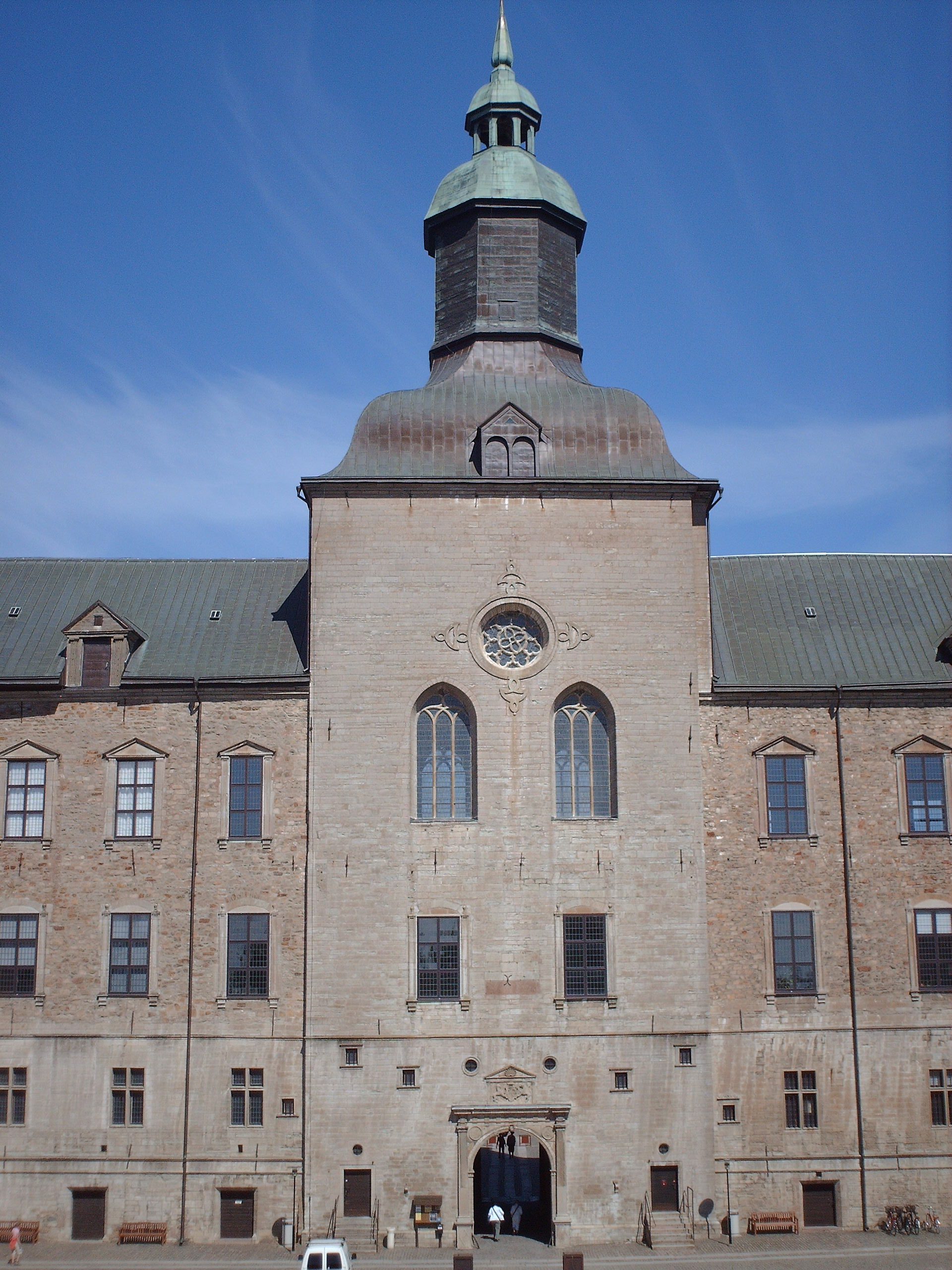
La tour principale contient la chapelle.
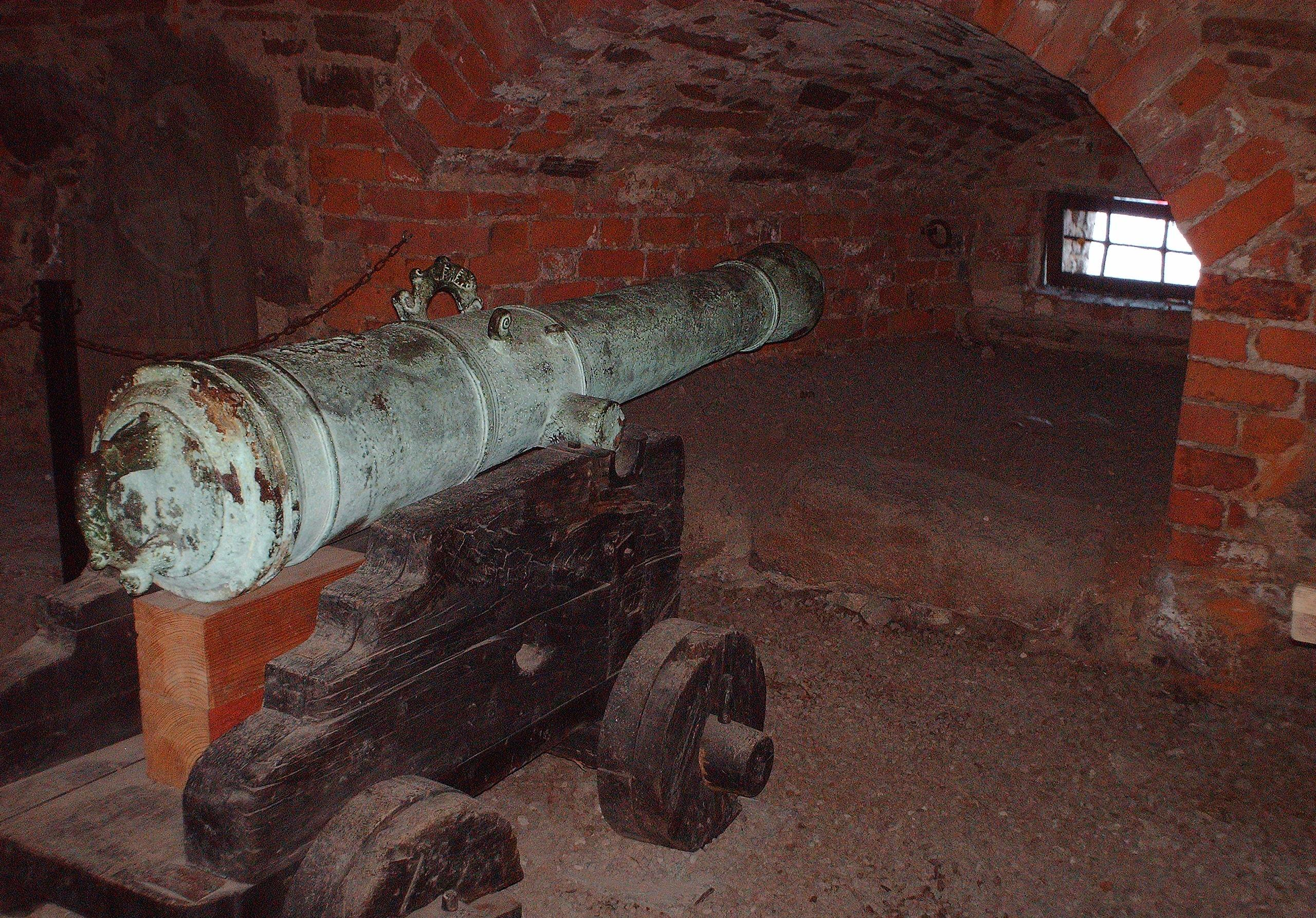
Une canonnière avec un canon du XVIIe siècle.